# Ioan (voivoda)
Ioan, Ion o Joan fue un cneaz (jefe local) del siglo XIII en Oltenia, en la actual Rumania.

## Biografía
Es mencionado en el Diploma de los Juanitas del rey Béla IV de Hungría (1235–1270), emitido el 2 de julio de 1247. El diploma concedía territorios a los Caballeros Hospitalarios en el Banato de Severin y Cumania, “a excepción de la tierra del kenazato del voivoda Litovoi”, que el rey dejó a los valacos “tal como la habían ocupado”. El kenezato de Ioan estaba entre los entregados a los caballeros, en el sur de Oltenia. En el diploma también se menciona a Litovoi, Seneslau y a Farcaș. De los dos primeros se dice expresamente que son valacos (olati).
El historiador rumano Ioan-Aurel Pop sugiere que el kenazato de Ioan fue uno de los incipientes estados rumanos al sur de los Cárpatos. En el diploma, su nombre se da en su forma latina (Johannes), por lo que no contiene ningún indicio de la nacionalidad de su portador.